# Гудронатор
ГОСТ EN 13020-2012. Приложение В

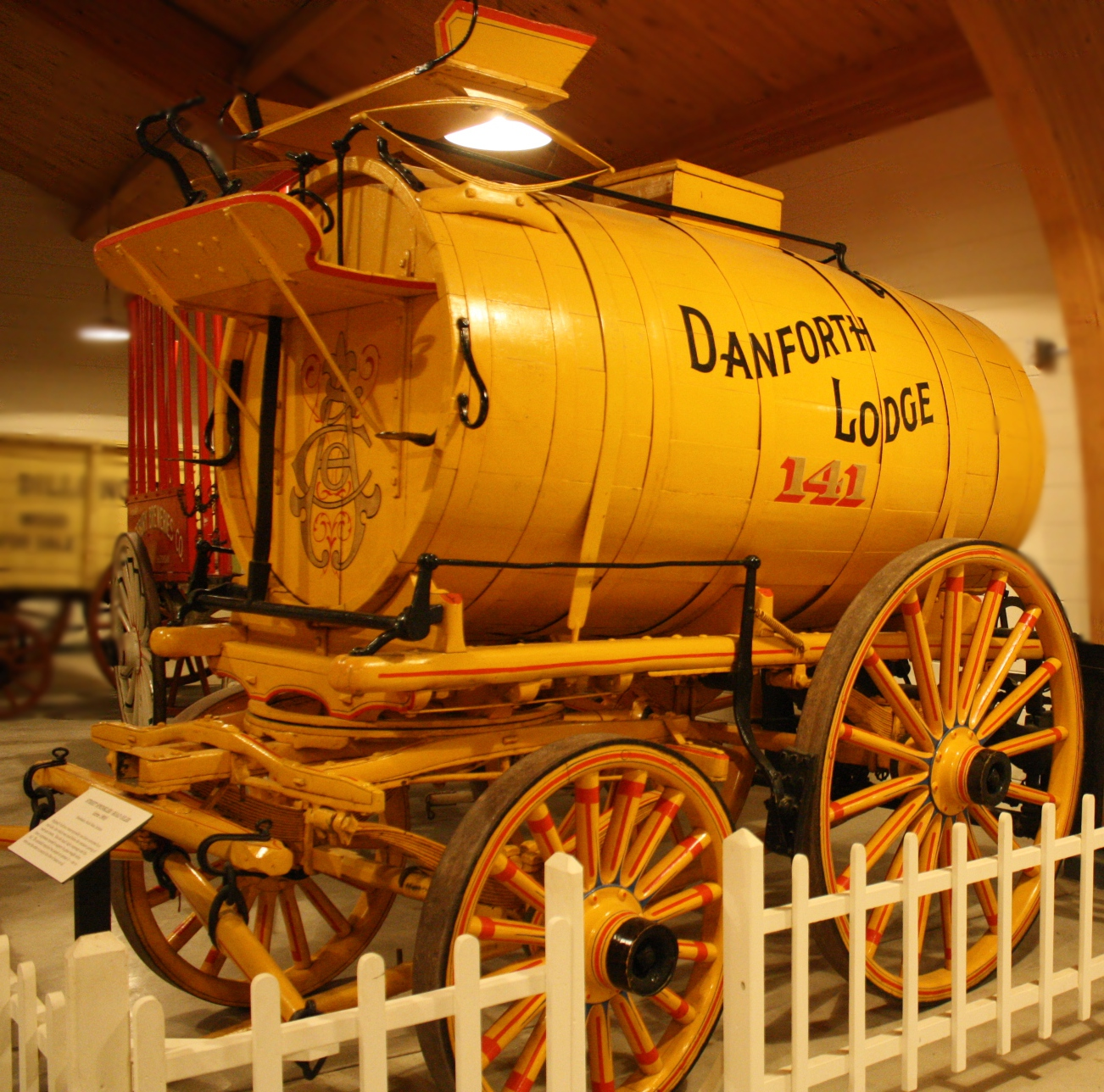
Гудронатор.

Гудрона́тор (англ. tar paver, road oiler, oil-tar spreader; нем. Goudronieranlage) — машина для равномерного разливания под давлением нагретых органических вяжущих материалов на основе гудрона (битумов, дёгтя) во время строительства или ремонта путей. 
Если гудронатор является самоходной машиной, то он называется автогудронатором.

3.1 Гудронатор (binder sprayer [or sprayer]): Машина, используемая для автоматического или ручного распределения пленки из вяжущих материалов (битума / битумной эмульсии) на поверхность дороги с заданной установленной скоростью. Хранение вяжущих материалов осуществляется в цистернах (гудронатор-цистерна), установленных на шасси (см. приложение В, рисунок В.1), или в контейнерах (гудронатор контейнерного типа). Машина может быть установлена на шасси полуприцепа или прицепа (см. приложение В, рисунок В.6) либо может быть самоходной.

Примечание 1 — Битум относится к опасным грузам по правилам перевозки опасных грузов (Директива 94/555/ЕС — Перевозка опасных грузов).

Примечание 2 — Битумная эмульсия является продуктом с температурой ниже 100 °С и не входит в область распространения Директивы по перевозке опасных грузов (Директива 94/555/ЕС).— ГОСТ EN 13020-2012

## Классификация

### По типу шасси
- Самоходный;
- Полуприцепной;
- Прицепной.

### По типу нагрева битумного вяжущего
- Огненно-жаровая система подогрева;
- Масляная система подогрева.